# RPC Ponta Grossa
RPC Ponta Grossa é uma emissora de televisão brasileira sediada em Ponta Grossa, cidade do estado do Paraná. Opera no canal 7 (42 UHF digital), e é afiliada à Rede Globo. É uma das emissoras próprias da RPC e gera sua programação para os Campos Gerais e sul do Paraná. Seus estúdios estão localizados no bairro Boa Vista, e seus transmissores estão no Centro.

## História
Os passos iniciais para a implantação da primeira emissora de televisão de Ponta Grossa foram dados em outubro de 1966, quando os empresários e sócios Constâncio Mendes, principal controlador do Jornal da Manhã e Wallace Pina, proprietário e fundador da Rádio Difusora receberam a outorga do canal 7 VHF. 
Inicialmente, estava prevista para operar especificamente em 15 de outubro daquele ano porém, por problemas financeiros, a emissora só começou a sair do papel em 24 de dezembro de 1971, quando foi feita sua primeira transmissão experimental, sendo por este motivo o maior tempo de instalação de um canal na história da TV paranaense.
A TV Esplanada, o terceiro canal de televisão instalado no Paraná, foi inaugurada oficialmente em 17 de abril de 1972, às 16 horas, em uma solenidade que contou diversas autoridades do município, como o prefeito Cyro Martins, que descerrou simbolicamente a fita inaugural, e o bispo Dom Geraldo Pellanda, que batizou as instalações. A única fala foi do então diretor artístico, Arthur Fernandes Pina Ribeiro.
Em seus primeiros anos a razão social era TV Educadora de Ponta Grossa Ltda, alterada posteriormente para a denominação utilizada nos dias atuais. A princípio, era pra ser afiliada da Rede Record, mas que tal definição foi afetada pelas negociações com a TV Paranaense, devido as trocas de afiliações com a sua concorrente, TV Iguaçu. Apesar da precária qualidade de sinal e áudio, estes dois canais oriundos de Curitiba tinham recepção em Ponta Grossa.
Inicialmente funcionava das 16h até 0h30, retransmitindo a programação da Rede Tupi e inserindo pequenos programas jornalísticos e esportivos locais que juntos somavam cerca de 15 minutos de duração, o tempo de horário local, como atualmente, eram escassos.
A Tupi viria a fechar as portas em 18 de julho de 1980, e a TV Esplanada então tornou-se afiliada à Rede Bandeirantes em 1979, que já despontava como rede nacional desde o fim da década de 1970. Nesta mesma época, Pedro Wosgrau Filho, que fazia parte do condomínio acionário que inaugurou a emissora, assume o controle do canal.
Em 1992, a TV Esplanada é adquirida pelo Grupo Paranaense de Comunicação, e torna-se uma componente da Rede Paranaense. A emissora então deixa a Rede Bandeirantes e torna-se afiliada à Rede Globo. Na metade do ano de 2000, passa a se chamar RPC TV Esplanada, adotando o novo nome da rede estadual e usado como referência a demais empresas que compunham o "guarda-chuva" do grupo.

## Sinal digital
| Canal virtual | Canal digital | Resolução de tela | Programação                                       |
| ------------- | ------------- | ----------------- | ------------------------------------------------- |
| 7.1           | 42 UHF        | 1080i             | Programação principal da RPC Ponta Grossa / Globo |

A emissora iniciou suas transmissões digitais em caráter experimental no mês de agosto de 2012, pelo canal 42 UHF, sendo a primeira emissora de Ponta Grossa a operar na nova tecnologia. Em 11 de dezembro, a emissora lançou oficialmente seu sinal digital, com um evento realizado na sede da emissora. Seus programas passaram a ser produzidos em alta definição a partir de 28 de maio de 2014.
Transição para o sinal digital
Com base no decreto federal de transição das emissoras de TV brasileiras do sinal analógico para o digital, a RPC Ponta Grossa, bem como as outras emissoras de Ponta Grossa, cessou suas transmissões pelo canal 07 VHF em 31 de janeiro de 2018, seguindo o cronograma oficial da ANATEL.

## Programas
Além de retransmitir a programação nacional da TV Globo e estadual da RPC, atualmente a RPC Ponta Grossa produz e exibe os seguintes programas:
- Meio Dia Paraná: Telejornal, com Viviane Mallmann;
- Jornalismo RPC: Boletim informativo, durante a programação;
- G1 em 1 minuto Paraná: Boletim jornalístico, com Wesley Bischoff

## Retransmissoras
O sinal terrestre da emissora contempla mais de 30 municípios, auxiliado pelas seguintes retransmissoras:
| Cidade                  | Analógico | Digital | Cidade            | Analógico | Digital | Cidade                  | Analógico | Digital | Cidade           | Analógico | Digital |
| ----------------------- | --------- | ------- | ----------------- | --------- | ------- | ----------------------- | --------- | ------- | ---------------- | --------- | ------- |
| Alto do Amparo (Tibagi) | 10        | -       | Arapoti           | 47        | -       | Caetano Mendes (Tibagi) | 10        | -       | Carambeí         | -         | 07 (42) |
| Castro                  | -         | 42      | Figueira          | -         | 10 (33) | Guamiranga              | -         | 24      | Ibaiti           | 23        | -       |
| Imbaú                   | 12        | -       | Imbituva          | -         | 07 (42) | Ipiranga                | 48        | -       | Ivaí             | 19        | -       |
| Jaguariaíva             | 13/20     | 32      | Japira            | 23        | -       | Mallet                  | 47        | -       | Palmeira         | -         | 36 (29) |
| Paulo Frontin           | 38        | -       | Piraí do Sul      | 19        | -       | Reserva                 | 42        | -       | Salto do Itararé | 05        | -       |
| Santana do Itararé      | 13        | -       | São Mateus do Sul | 10        | 03 (29) | Sengés                  | 13        | -       | Siqueira Campos  | 10        | 32      |
| Telêmaco Borba          | -         | 42      | Tibagi            | 56        | -       | Ventania                | 30        | 32      | Wenceslau Braz   | 33        | 42*     |

* - Em implantação